# Rend mig i traditionerne (film)
Rend mig i traditionerne er en dansk spillefilm fra 1979 instrueret af Edward Fleming. Filmen er baseret på Leif Panduros roman af samme navn fra 1959. Filmens handling er flyttet fra 1950'erne frem til 1970'erne, men følger ellers romanens indhold, og filmen fremstår som en folkekomedie.
Filmen havde dansk biografpremiere den 17. september 1979 i biografer i hele landet. Filmen blev vist i dansk TV2 den 9. marts 1997.

## Handling
Filmatisering af Leif Panduros moderne klassiker om den utilpassede gymnasieelev David, der indlægges på psykiatrisk klinik efter at have sparket sin rektor i enden. I tilbageblik oplever man hans forhold til den særprægede familie til skolen til kammeraterne og ikke mindst til pigen Lis, der til sidst viser vej ud af fortrædelighederne.

## Modtagelse
Det Danske Filminstitut beskriver, at filmen fik forholdsvis dårlige anmeldelser blandt "københavnske anmeldere", men at filmen desuagtet blev en publikumssucces. Filmen solgte ifølge DFI's database 639.434 billetter og er således pr. 2024 blandt de 30 mest sete danske film siden 1976.

## Medvirkende
- Henrik Koefoed, David Dechel
- Karin Wedel, Lis
- Bodil Kjer, Davids mor
- Niels Hinrichsen, Fabby, Davids mors nye mand
- Hans Rostrup, Hugo, Davids bror
- Lizzi Varencke, Crissy, Hugos kone
- Katrine Helmuth, Lindy, Crissy og Hugos datter
- Ulla Henningsen, Kamma, Davids søster
- Sejr Volmer-Sørensen,	Huslæge
- Axel Strøbye, Doktor Schmidt
- Ghita Nørby, Sygeplejerske
- Kirsten Søberg, Frøken Philipsen, oversygeplejerske
- Olaf Ussing, Hr. Traubert
- Jan Gustavsen, Hubert
- Bjørn Watt Boolsen, Rektor Brøns
- Masja Dessau, Pigen fra Farum
- Ebbe Rode, Lektor Jacobsen
- Ove Sprogøe, Lis' far
- Preben Lerdorff Rye, Davids far
- Else Petersen, Frøken Mortensen
- Ejner Federspiel,	Jørgensen, patient
- Clara Østø, Patient
- Johnny Rosenvold,	Patient
- Henning Sprogøe, Slagsbror
- Ole Ernst, Elsker i buskads
- Annie Jessen, Bardame
- Holger Perfort, Politiassistent
- Jesper Klein, Betjent Møller
- Ole Dupont, Politibetjent